# Фелікс Магат
Во́льфганг-Фе́лікс Магат (нім. Wolfgang-Felix Magath; нар. 26 липня 1953, Ашаффенбург, Баварія, ФРН) — німецький футболіст, опорний півзахисник, згодом — тренер. Магат — чемпіон Європи і двічі другий призер чемпіонату світу. Він 6-й гравець в історії німецького футболу, який ставав чемпіоном Німеччини як гравець і як тренер. Магат — єдиний тренер в історії німецького футболу, якому двічі поспіль підкорявся переможний «дубль», чемпіона і володаря кубка Німеччини. Магат став першою людиною в історії німецького футболу, який об'єднав в собі функції головного тренера команди і генерального менеджера клубу.
Магат є прихильником найжорстокіших методів фізичної підготовки гравців, вважає постановку гри й результатів команди справою 2-х — 3-х років, з постійним нарощуванням інтенсивності тренувального процесу. Також має репутацію людини, яка надзвичайно вимогливо ставиться до своїх контрактів з клубами, завжди намагаючись виторговувати для себе максимально вигідні умови.[джерело?]
|  | Той, хто укладає зі мною угоду, добре знає моє розуміння гри, методи і роботу. Вони добре відомі всім. Мені потрібно працювати з професіоналами, і це відноситься не тільки до футболістів, але і до співробітників клубу аж до відповідального по роботі з громадськістю. Все це зумовлене одним словом - успіх . |

Є засновником системи потрійного «фарс-легал», силової вправи, що складається з 100 метрів бігом у «рваному» темпі, 100 метрів швидким бігом, 100 метрів «підтюпцем» (по 4 або 8 етапів) і біг між стійок на швидкість.

## Біографія
Фелікс Магат, син пуерториканця, солдата армії США, і німецької матері, народився 26 липня 1953 року в Ашаффенбурзі. У 1954 році батько поїхав на батьківщину, і мати виховувала Фелікса одна. У віці 15-ти років Магат послав лист в Пуерто-Рико, і батько відповів на нього, але лише в 2000 році Магат особисто зустрівся з батьком і пробачив того, за те що він їх кинув, з тих пір він кожні 2 роки відвідує тата в містечку Ель-Восер. Після домашнього для Німеччини чемпіонату світу, що проходив у 2006 році, Магата запрошували на пост головного тренера збірної Пуерто-Рико, він відповів, що це йому цікаво, але зрештою відмовився від цієї пропозиції.

### Ігрова кар'єра
Магат почав кар'єру в клубі «Вікторія»(Ашаффенбург), потім виступав за клуб Другої бундесліги «Саарбрюккен», а звідти перейшов в «Гамбург», в якому виступав до кінця своєї кар'єри. «Гамбург» з Магатом виграв три чемпіонати Німеччини і кубок європейських чемпіонів, причому у фіналі турніру, в якому Гамбург грав проти «Ювентуса», саме Магат забив єдиний у матчі гол. Запам'ятався Магат ще й своїм жорстким, а іноді жорстоким характером, він міг накричати на партнера по команді, якщо той, на його думку не доопрацьовував, а на тренуваннях іноді міг і вдарити одноклубника. Скандалив Магат не тільки з гравцями, але і з тренерами команди, але ті не відраховували Фелікса з клубу, розуміючи його безперечну користь, так як Магат завжди повністю віддавав себе грі, ніколи не дозволяючи дати слабину.
У збірній ФРН Магат дебютував у квітні 1977 року і виступав за «бундестім» більше 9-ти років, в 1980 році він поїхав зі збірної на чемпіонат Європи, де німці стали переможцями. А через 2 роки вирушив на чемпіонат світу, ставши першим пуерториканцем, що брав участь в цьому змаганні, на цьому турнірі у Магата стався конфлікт з головним тренером збірної Юппом Дервалем — Фелікс регулярно критикував Дерваля за недостатню інтенсивність тренувань, а в півфіналі, який німці виграли по пенальті у збірної Франції він сказав команді, що святкувала вихід у фінал: "Чого ви радієте, ідіоти? Після такого матчу нам потрібен тиждень на відновлення. Адже фізпідготовка ні до біса. А нам вже через три дні грати з італійцями. Та ми помремо до другого тайму ". Після цього, Дерваль не поставив Магата на фінальний матч, в якому збірна Німеччини програла 1:3 італійцям, пропустивши три голи в другому таймі. Через 4 роки Магат знову поїхав на першість світу, вже під керівництвом Франца Беккенбауера, але команда знову поступилася у фіналі, цього разу збірної Аргентини 2:3. Після цього матчу Магат завершив ігрову кар'єру.

### Тренерська кар'єра

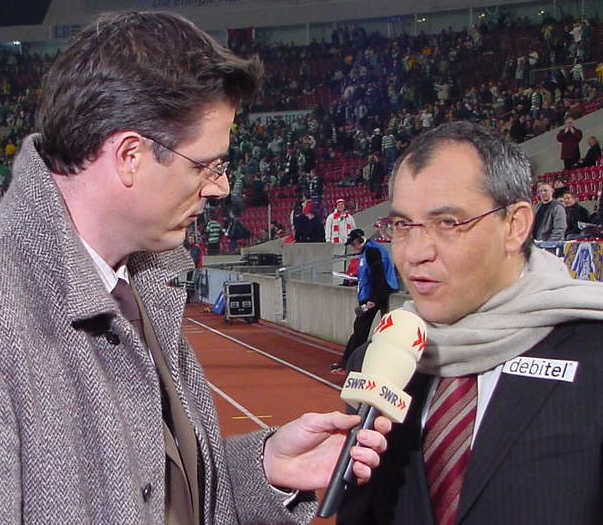
Фелікс Магат дає інтерв'ю

Після закінчення ігрової кар'єри, Магат почав працювати менеджером, спочатку в «Гамбурзі», а потім у «Юрдінгені».
У 1992 році він почав кар'єру тренера в клубі «Бремергафен», виконуючи функції граючого тренера, через рік прийняв пост наставника другої команди «Гамбурга», але через кілька місяців вже прийняв пост спів-тренера першої команди клубу, а 6 жовтня 1995 року одноосібно очолив «Гамбург», відразу кинулися в очі його авторитарні методи роботи, Магат не терпів порад і заперечень ні від футболістів, ні від керівників клубу, наприклад коли керівництво «Гамбурга» прийшло на одне з його занять, він їх вигнав зі словами: «Навіщо ви сюди приперлися? Ваше місце — в офісі. А тут пахне травою». У «Гамбурзі» Магат почав практикувати лижні пробіги, на 3,5 і 10 км. У 1997 році Магат був звільнений. Потім Магат керував «Нюрнбергом», який він вивів у бундеслігу, і «Вердером», Магат «врятував» клуб від вильоту з бундесліги, і «Айнтрахтом», в перший сезон він зберіг з клубом «прописку» у Бундеслізі, а в другий після 5-ти місяців був звільнений. З «Айнтрахтом» Магат почав пратикувати вправи на загальнофізичну витривалість, під час якої гравці робили кроси на 12 км, причому перший км гравці пробігали, а другий — проходили пішки. Під час роботи з цими клубами у Магата з'явилася репутація «пожежника», тобто фахівця, що приймає клуб тільки коли він перебуває під загрозою «вильоту» в нижчий дивізіон або бореться за вихід у вищу лігу.

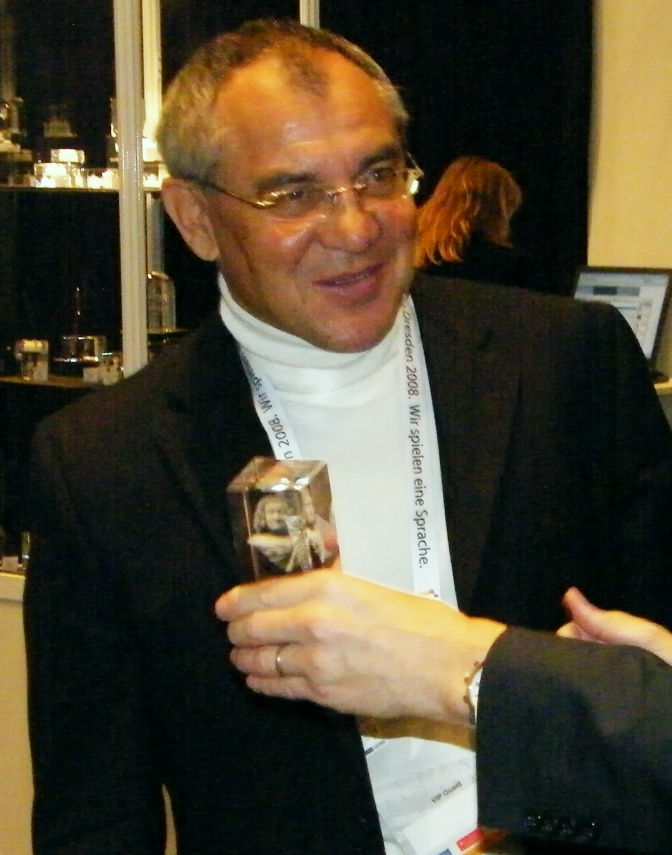
Магат на шкільній Олімпіаді в Дрездені. 2008 год

23 лютого 2001 року, всього через місяць після звільнення з «Айнтрахта», Фелікс Магат зайняв пост наставника клубу «Штутгарт». Магат відразу змінив тренувальний процес команди, замість звичайних тренувань, команда стала піддаватися безлічі надзвичайно інтенсивних вправ, що допомогли команді уникнути вильоту у другу бундеслігу, через рік клуб зайняв 8-е місце, а в сезоні 2002—2003 команда посіла друге місце в чемпіонаті, здобувши «путівку» в Лігу чемпіонів. Сам Магат згадував: «Мені пощастило, що в „Штутгарті“ зібралися ще не зіпсовані великим футболом талановиті гравці, вони були схожі на пластилін — ліпи з них, що хочеш. Ніхто не заперечував, не нарікав. До того ж ветерани Красимир Балаков і Звонимир Сольдо повели себе порядно — гарували поряд з молодняком». Через рік «Штутгарт» зайняв 4-е місце, лише в останньому турі поступившись «бронзу» «Байєру». Але ще до цього, 18 травня 2004 року, Улі Хенесс, менеджер мюнхенської «Баварії» оголосив, що в наступному сезоні Магат стане головним тренером його клубу. А саму кандидатуру Магата запропонував колишній наставник Фелікса по збірній Німеччини Франц Беккенбауер.
У перший же сезон Магата в мюнхенському клубі, Баварія зробила «дубль», вигравши чемпіонат і кубок Німеччини, але в Лізі Чемпіонів Баварія вилетіла вже на стадії чвертьфіналу, програвши лондонському «Челсі», через рік «Баварія» знову зробила «дубль», чого два рази поспіль не вдавалося жодній команді до неї, але першочерговим завданням перед Магатом була поставлена перемога в Лізі Чемпіонів. Але виступи команди в цьому турнірі були ще гірше, ніж у минулому сезоні, команда вилетіла в 1/8 фіналу, поступившись дорогою «Мілану», який на Сан-Сіро, до того ж, розгромив "Баварію"з рахунком 4:1, що викликало розмови про відставку Магата, яка відбулася лише через рік: 31 січня 2007 року, після другого туру другого кола, Фелікс Магат був звільнений з поста головного тренера мюнхенської «Баварії», через положення на внутрішній арені, коли команда посідала лише 4-е місце після першого кола і невдач попередніх років в Європі.
Після звільнення з «Баварії», Магат деякий час пропрацював коментатором на телекомпанії Pay, а 30 травня 2007 року стало відомо, що, починаючи з 15 червня цього ж року, Магат очолить клуб «Вольфсбург» не тільки як головний тренер, але і як спортивний директор команди, підписавши контракт до 30 червня 2010 року. У першому ж сезоні з Магатом на чолі, Вольфсбург зайняв 5-е місце, найвище у всій історії клубу. Підготовку до сезону 2008—2009 Магат почав, відправивши гравців тренуватися на нудистський пляж, бажаючи спонукати своїх гравців до тренувань, а під час одного із занять, Магат побачив на березі човна, після чого змусив гравців робити запливи з веслування, по 4 футболіста на човен. Після цих передсезонних зборів, Вольфсбург дуже сильно провів сезон, зробивши ставку на атаку. Клуб довгий час йшов у групі лідерів, але лише в 26-му турі, 4 квітня, розгромивши з рахунком 5:1 колишній клуб Магата, мюнхенську «Баварію», команда вийшла на 1-е місце в бундеслізі, при цьому Магат продовжував заспокоювати всіх, кажучи, що мета «вовків» — місце в 5-ці. 23 травня «Вольфсбург» розгромив з рахунком 5:1 клуб «Вердер» у останньому турі, забезпечивши завоювання чемпіонського титулу, який став для Магата третім у його тренерській кар'єрі. По ходу чемпіонату, Магат не зміг домовитися з «Вольфсбургом» з приводу збільшення суми контракту і вирішив залишити свій пост після закінчення сезону.

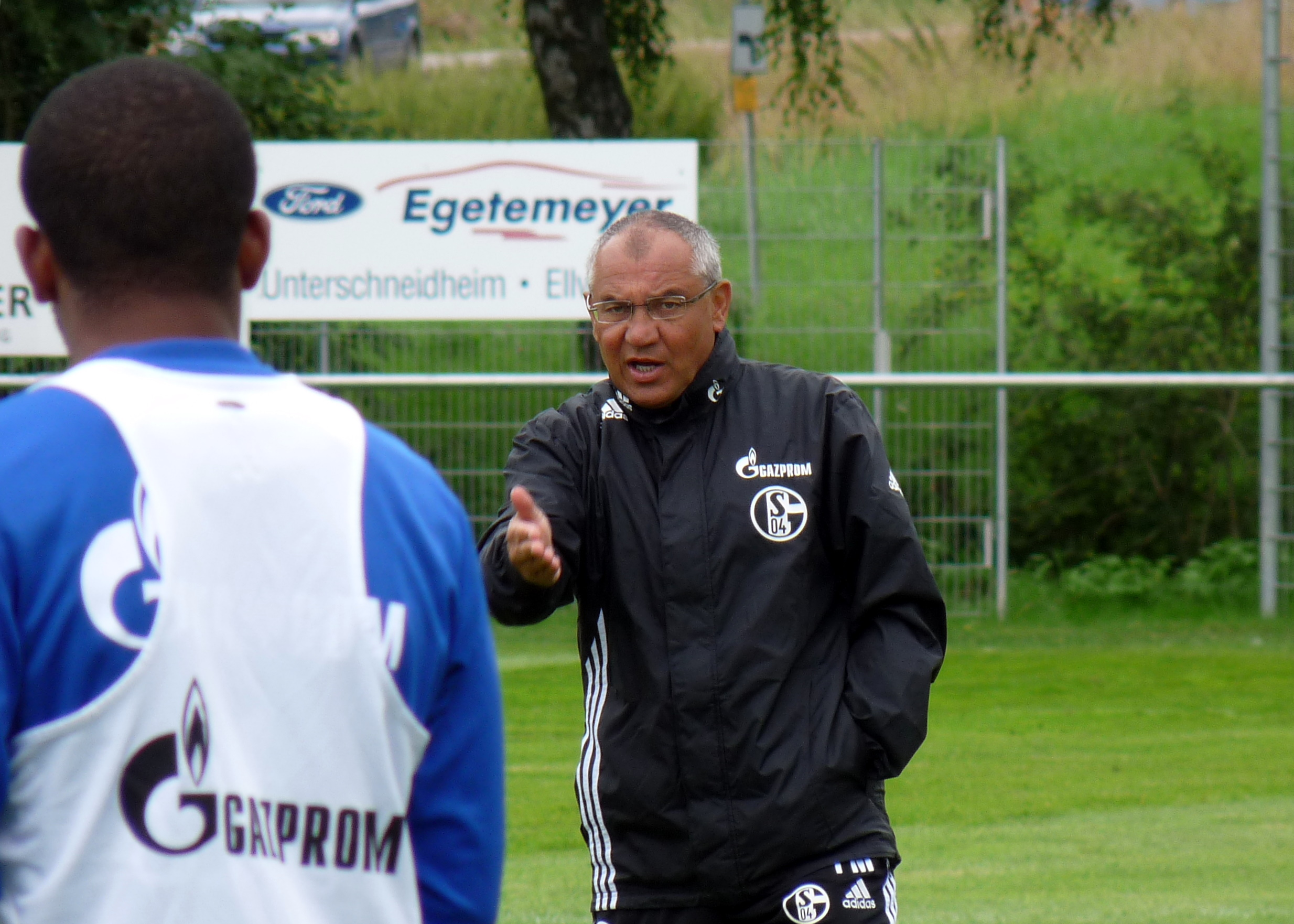
Магат в «Шальке-04»

6 травня Магат підписав контракт з клубом «Шальке-04», терміном дії до 30 червня 2013 року. У першому своєму сезоні Фелікс привів клуб до другого місця у Бундеслізі. Після закінчення сезону керівництво клубу, натхнене цим успіхом, виділило Магата серйозні фінансові кошти, які були витрачені на покупку 14 нових гравців, серед яких були Рауль і Клас-Ян Гунтелар. Однак клуб стартував надзвичайно невдало, лише в 5 турі домігшись перемоги, проте керівництво «Шальке» все ж таки висловило довіру Магата. 16 березня 2011 року без пояснень Магата звільнено з посади головного тренера «Шальке-04». Попередня причина звільнення — неучасть Магата у засіданні ради директорів, оскільки він вважав свою присутність безглуздою. 18 березня 2011 року призначений на пост головного тренера «Вольфсбурга». Контракт підписаний до 30 червня 2013.29 травня 2012 року продовжив контракт з «Вольфсбургом» до 30 червня 2015 року. Проте після перших восьми турів «Вольфсбург» знаходився на останньому місці, і 25 жовтня 2012 року тренер покинув команду.
У лютому 2014 року був представлений головним тренером англійського «Фулгема», з яким уклав контракт на півтора року. Проте пропрацював лише до вересня 2014 року, коли був звільнений після одинадцяти матчів поспіль без перемог у чемпіонаті. Загалом же на чолі лондонської команди здобув по чотири перемоги і нічиї при 12 поразках.
Протягом 2016—2017 років керував тренерським штабом китайського «Шаньдун Лунен», який під керівництвом німецького спеціаліста фінішував на шостому місці у внутрішній першості.

## Досягнення

### Як гравець
- Володар Кубка кубків: 1977
- Чемпіон ФРН: 1979, 1982, 1983
- Чемпіон Європи з футболу: 1980
- Віце-чемпіон світу: 1982, 1986
- Володар Кубка європейських чемпіонів: 1983

### Як тренер
- Володар Кубка німецької ліги: 2004
- Володар Кубка Німеччини: 2005, 2006
- Чемпіон Німеччини: 2005, 2006, 2009

### Особисті
- Футбольний тренер року в Німеччині: 2003, 2005, 2009